# Wolfgang Treu (Politiker)

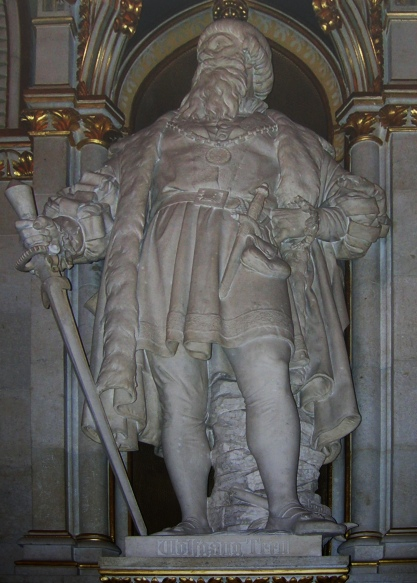
Statue von Wolfgang Treu im Wiener Rathaus

Wolfgang Treu (* vor 1492; † 1540 in Wien) war ein österreichischer Politiker und Bürgermeister von Wien zur Zeit der Ersten Türkenbelagerung.

## Leben
Wolfgang Treu war der Sohn des aus Niederkreuzstetten in Niederösterreich stammenden Schreibers und Ratsherrn Niklas Treu. Wie sein Vater wurde auch Wolfgang Treu zunächst Schreiber in Korneuburg und wandte sich dann nach Wien, wo er ab dem Jahr 1492 nachweisbar ist. Hier konnte er zahlreiche Häuser und Grundstücke erwerben, ebenso wie in den Vorstädten Wiens. 1509 war Treu Steuerherr, 1515–1519 und 1522–1524 Grundbuchsverweser. Dem Rat der Stadt gehörte er von 1511–1520, 1525–1526, 1534 und 1538 an. Im Jahre 1522 gehörte er einer Delegation an, die den Erzherzog Ferdinand in Wiener Neustadt aufsuchte und bei ihm wegen der vorhergehenden Opposition der Stände um Vergebung bat. In den Jahren 1528–1530, 1532/33 und 1536/37 wurde Treu zum Bürgermeister von Wien gewählt. 1539–1540 war er schließlich Stadtanwalt.

## Bedeutung
Wolfgang Treu war Bürgermeister der Stadt während der Ersten Türkenbelagerung Wiens 1529. Gemeinsam mit Niklas Graf Salm leitete er erfolgreich die Verteidigung der Stadt. Am 24. September 1532 empfing Treu als Bürgermeister mit der Bürgerschaft den nach seiner Krönung in Wien einziehenden Kaiser Karl V. und hielt eine Rede, die im Druck erhalten ist. An der Neuordnung des Stadtarchives 1534 war Treu beteiligt.
Wolfgang Treu stiftete in Wien die Pauluskapelle und die angrenzende Kapelle für die Heiligen Maria Magdalena und Lazarus.
Die Treustraße in Wien-Brigittenau und die Wolfganggasse in Wien-Meidling wurden 1869 und 1875 nach Wolfgang Treu benannt. Es existieren allerdings Schriften, welche die Namensgebung der Treustraße dem Straßenbauer Anton Trey zuschreiben.